# Boisseuilh
Boisseuilh (trong tiếng Occitan Boissuelh) là một xã của Pháp, nằm ở tỉnh Dordogne trong vùng Aquitaine của Pháp. Xã này có diện tích 11,9 km2, dân số năm 2006 là 127 người. Xã nằm ở khu vực có độ cao trung bình 270 m trên mực nước biển.

## Hành chính
| Danh sách các xã trưởng                |                  |                |                  |              |
| Giai đoạn                              | Giai đoạn        | Tên            | Đảng             | Tư cách      |
| 1964                                   | tháng 3 năm 2008 | Michel Géral   | -                | -            |
| tháng 3 năm 2008                       | đương nhiệm      | Gérard Mercier | không chính thức | nhà nông học |
| Tất cả các dữ liệu trước đây không rõ. |                  |                |                  |              |

## Thông tin nhân khẩu
| Năm    | 1962 | 1968 | 1975 | 1982 | 1990 | 1999 | 2006 |
| ------ | ---- | ---- | ---- | ---- | ---- | ---- | ---- |
| Dân số | 196  | 184  | 178  | 169  | 113  | 114  | 127  |